# 張天錫 (前涼)
張天錫（346年—406年），字純嘏，本字公純嘏，因被人嘲笑是三字而自行改字，小名獨活，安定烏氏人。中國十六國時期前涼政權的最後一位君主。張天錫為前涼文王張駿少子，前涼桓王張重華之弟。張天錫在位時前秦國力強盛，雖曾主動斷絕與前秦關係，但最終仍逼於軍事力量而再度稱藩。及後張天錫反抗前秦徵召入朝的命令並射殺使者，前秦大軍遂攻伐前涼，張天錫不敵投降，前涼國於是滅亡。淝水之戰後張天錫南歸東晉，並在東晉終老。

## 生平
和平元年（354年），張祚封張天錫為長寧王。建興四十九年（361年），張邕殺死當政的宋澄，當時的前涼君主張玄靚就以張天錫為中領軍，與張邕共輔朝政。不過，張邕因樹立黨羽專權，經常濫用刑法殺人，很不得人心，張天錫親信劉肅則與其共謀除去他。十一月，張天錫與張邕一同入朝，劉肅就與趙白駒跟著張天錫行動，二人先後襲擊張邕但都失敗，於是與張天錫一同走入宮中。逃走的張邕率三百軍人進攻宮門，張天錫登門樓指責張邕凶惡悖逆，聲言自己是在冒死保衞國家社稷，並只會針對張邕而已。張邕兵眾聞言都逃散，張邕自殺，張天錫又誅殺了張邕黨羽，專掌朝政。
升平七年（363年），郭太妃以張天錫專政，與張欽密謀誅殺張天錫，事洩，欽等皆死；右將軍劉肅於是勸張天錫自立，天錫遂會劉肅夜襲皇宮，殺張玄靚。張天錫自稱使持節、大都督、大將軍、護羌校尉、涼州牧、西平公，並派使者出使建康請命，東晉於是在366年授張天錫為大將軍、大都督、督隴右關中諸軍事、護羌校尉、涼州刺史，封西平公。前秦亦派大鴻臚授張天錫大將軍、涼州牧、西平公。
張天錫登位後多次在園池設宴，又沉迷於歌舞和女色，荒廢政事。張天錫更將兩個親信劉肅及梁景收為養子，讓二人參與朝政，令人們有怨言和恐懼，索商及天錫堂弟張憲曾經勸諫他但不獲授納。張天錫於升平十年（366年）與前秦斷交，並在進攻李儼時與前秦發生軍事衝突，並俘獲了陰據和他率領的五千兵。升平十五年（371年），前秦攻滅仇池，送還陰據及其士兵回國，並派梁殊及閻負隨行，順道送達前秦丞相王猛的書信，暗示要張天錫別和前秦作對。張天錫看後十分恐懼，於是派使者向前秦謝罪，向前秦稱藩，前秦天王苻堅任命其為使持節、散騎常侍、都督河右諸軍事、驃騎大將軍、開府儀同三司，涼州刺史、西域都護、西平公。然而因張天錫因為懼怕前秦吞併，於同年在姑臧設壇，遙與晉三公盟誓，又派從事中郎韓博出使東晉，並寫信給東晉大司馬桓溫，約定大舉出兵北伐，會師上邽。
升平二十年（376年），苻堅徵召張天錫入朝任武衞將軍，同時派了苟萇、毛盛、梁熙及姚萇等率十三萬步騎至西河郡，預備一旦張天錫拒絕應命就進攻前涼。張天錫接到梁殊、閻負送來的詔命後問及眾僚意見，除席仂建議送貨款和質子，徐圖後計外，大部份人都認為涼州有精兵及天險，可以取勝。張天錫於是決定反抗，派馬建率兵二萬抵抗秦軍，並命人射殺兩名前秦使節。面對秦軍進攻，馬建懼而退守清塞，張天錫又派掌據率兵三萬與馬建屯於洪池，自率五萬屯金昌城。可是，苟萇隨後進攻掌據時馬建就投降前秦，掌據戰死，張天錫又派趙充哲為前鋒，率五萬兵與苟萇等作戰，但又在赤岸大敗，張天錫出城意圖再戰，但因金昌城中反叛而被逼逃回姑臧並請降。苟萇等到姑臧後受降，並送張天錫到長安，其他郡縣都降秦，前涼滅亡。苻堅在長安為張天錫建了府邸，任命他為侍中、北部尚書，封歸義侯。
晉太元八年（383年），晉軍於淝水之戰擊潰來攻的前秦軍，當時張天錫任征南大將軍苻融的司馬隨軍，趁機南奔東晉，東晉朝廷下詔以張天錫為散騎常侍左員外，復封為西平郡公。後轉拜金紫光祿大夫。後曾加授廬江太守，桓玄掌政時為了招撫四方而任命張天錫為護羌校尉、涼州刺史。義熙二年（406年），張天錫去世，享年六十一歲，追贈為鎮西將軍，諡號悼公。

## 性格特徵
張天錫因文才而聲名遠著，回歸晉廷後亦甚得晉孝武帝知遇，可是朝中官員卻以其曾經亡國被俘而中傷他。會稽王司馬道子曾經問及涼州有甚出產，張天錫立即就答道：「桑葚甘甜、鴟鴞會變聲音、乳酪養生、人沒有嫉妒之心。」不過，後來張天錫表現得昏亂喪志，雖然有公爵爵位也得不到別人禮遇。至晉安帝隆安年間，當政的會稽王世子司馬元顯更常常請他來戲弄他。擔任廬江太守亦因為其家貧而獲授。

## 家庭

### 父母
- 張駿
- 刘氏

### 兄弟
- 張重華

### 妻妾
- 妻焦氏
- 妾阎氏
- 宮人薛氏

### 儿子
- 张大怀，曾獲立為世子，後被廢為高昌公
- 张大豫，母夫人焦氏，世子，淝水之戰後一度嘗試復國，為後涼呂光所殺
- 劉肅，敦煌人，因助天錫消滅張邕而獲賜姓張，改字「大誠」，收為養子[11]
- 梁景，安定人，因助天錫消滅張邕而獲賜姓張，改字「大奕」，收為養子[11]

## 影視形象
- 2017年电视剧《孤芳不自赏》：王策饰張天錫